# Jean Desforges
Jean Pickering, geborene Desforges, (* 4. Juli 1929 in Forest Gate; † 25. März 2013 in Welwyn) war eine britische Leichtathletin und Olympiateilnehmerin. Pickering war eine Ausnahmeathletin, sie war nicht nur Sprinterin, sondern auch Weitspringerin, Fünfkämpferin und Hürdenläuferin.
Bei den Europameisterschaften 1950 in Brüssel erreichte sie Platz 5 beim 80-Meter-Hürdenlauf und gewann die Goldmedaille im 4-mal-100-Meter-Staffellauf. Bei den Olympischen Spielen 1952 in Helsinki gewann sie die Staffelbronzemedaille zusammen mit ihren Teamkolleginnen Sylvia Cheeseman, Heather Armitage und June Foulds, hinter dem Team aus den USA (Gold) und dem Team aus Deutschland (Silber). Im 80-Meter-Hürdenlauf wurde sie Fünfte.
1954 wurde sie in Bern Europameisterin im Weitsprung mit einer Weite von 6,04 m. Bei den British Empire and Commonwealth Games 1954 in Vancouver gewann sie die Bronzemedaille im 80-Meter-Hürdenlauf, hinter der Nord-Rhodesierin Edna Maskell (Gold) und der Kanadierin Gwen Hobbins (Silber). Bei derselben Veranstaltung gewann sie auch im Weitsprung die Bronzemedaille, hinter der Neuseeländerin Yvette Williams (Gold) und der für Nordirland antretenden Thelma Hopkins (Silber).
Bei den britischen Meisterschaften gewann sie die Goldmedaille über 80 Meter Hürden in den Jahren 1949, 1952, 1953 und 1954. Im Weitsprung gewann sie die Goldmedaille 1953 und 1954. Im Fünfkampf gewann sie Gold 1953 und 1954.
Pickering wurde 2011 in die Hall of Fame der englischen Leichtathletik aufgenommen. Sie war mit dem Trainer und BBC-Kommentator Ron Pickering verheiratet. Ihre Ron-Pickering-Stiftung unterstützte zahlreiche Leichtathleten und schüttete zwischen 1991 und 2013 1,3 Millionen Pfund aus. 2010 wurde sie dafür zum MBE ernannt. Ihr Sohn Shaun Pickering war ebenfalls Sportler und nahm an den Olympischen Spielen 1996 beim Kugelstoßwettbewerb teil.